# Trattato di Dresda
Il trattato di Dresda (o pace di Dresda) fu siglato il 25 dicembre 1745 a Dresda fra Regno di Prussia, Arciducato d'Austria e il Principato Elettorale di Sassonia. Esso pose termine alla seconda guerra di Slesia.
Dopo i successi dell'Austria nella parallela guerra di successione austriaca e dopo l'uscita del Principato della Baviera dalla coalizione anti-austriaca con la pace di Füssen (22 aprile 1745), la situazione della Prussia si era fatta pesante.
La Quadruplice Alleanza fra Austria, Inghilterra, Paesi Bassi e Sassonia stipulata a Varsavia l'8 gennaio 1745, aveva l'obiettivo di rioccupare la Slesia e di levare alcuni possedimenti brandeburghesi alla Prussia, che sarebbero stati suddivisi fra Austria e Sassonia.
Tuttavia, dopo le brillanti vittorie prussiane di Soor (30 settembre 1745) e di Kesselsdorf (15 dicembre dello stesso anno) e dopo l'occupazione di Dresda da parte di Leopoldo I di Anhalt-Dessau avvenuta due giorni dopo, Maria Teresa d'Austria decise di proporre un trattato di pace, anche per poter dedicare tutte le forze dell'Impero a combattere francesi e spagnoli che minacciavano i territori sotto il dominio austriaco in Italia ed nei Paesi Bassi.
Anche il sovrano prussiano, Federico II, già il 15 di dicembre del 1745 aveva tentato approcci a questo scopo. In effetti egli non era più in grado di sostenere finanziariamente nuove campagne militari e temeva un intervento militare russo in favore di Austria e Sassonia.
Le trattative furono molto brevi e già il 25 dicembre del 1745 fu stipulato un trattato di pace in Dresda. Questo confermò alla Prussia il dominio sulla Slesia, mentre Federico II riconosceva il marito di Maria Teresa Francesco Stefano di Lorena, sposato da quest'ultima il 12 settembre 1736, quale successore di Carlo VI come legittimo imperatore del Sacro Romano Impero.
Fu però la Sassonia a patire i maggiori svantaggi dalla stipula del trattato di pace. Essa dovette pagare riparazioni di guerra per un milione di talleri alla Prussia, risolvere la vertenza doganale con quest'ultima a proprio sfavore ed infine accettare che i sassoni che erano stati arruolati forzatamente dai prussiani rimanessero nell'esercito della Prussia.
Garante del trattato fu l'Inghilterra.